# Adam Brodecki
Adam Max Mikael Brodecki, född 22 februari 1995 i Stockholm, är en svensk professionell ishockeyspelare som spelar för EHC Visp i Swiss League. Brodecki påbörjade sin seniorkarriär med Brynäs IF i SHL säsongen 2013/14. Efter ytterligare två säsonger med Brynäs spelade han sedan två säsonger för Växjö Lakers HC med vilka han vann SM-guld säsongen 2017/18. Därefter spelade han en säsong för Linköping HC, innan han återvände till Brynäs IF 2019. I februari 2020 anslöt han till Malmö Redhawks, för vilka han spelade fram till och med säsongen 2020/21.
I september 2021 lämnade han Sverige och spelade de två kommande säsongerna för JYP i finska Liiga, samt Rytíři Kladno i Extraliga. Han återvände till Sverige 2023 och skrev korttidsavtal med både Växjö Lakers och Frölunda HC, innan han anslöt till Luleå HF i januari 2024. Han inledde säsongen 2024/25 med finska HPK innan han lämnade klubben i december för spel med schweiziska Visp.
Som junior har Brodecki tagit SM-brons med Brynäs J20 och SM-guld med Brynäs J18. I samband med guldet utsågs han också till slutspelets mest värdefulla spelare. Med landslaget blev Brodecki uttagen att spela JVM 2015.

## Karriär

### Klubblag

#### 2009–2021: Början av karriären och spel i SHL
Brodecki påbörjade sin ishockeykarriär med moderklubben IK Waxholm. Han spelade sedan juniorishockey för SDE HF med vilka han tog ett U16 SM-silver med säsongen 2009/10. Säsongen därpå vann han SM-guld med SDE:s U16-lag och tog dessutom ett guld med Stockholm 1 vid TV-pucken. Han lämnade sedan klubben för spel med Brynäs IF:s juniorsektion inför säsongen 2011/12. Under sin andra säsong i Brynäs vann han SM-guld med klubben J18-lag och utsågs dessutom till slutspelets mest värdefulla spelare. Med elva poäng på sju matcher (fyra mål, sju assist) vann han lagets interna poängliga under slutspelet.
Den 1 november 2013 gjorde Brodecki debut med Brynäs IF A-lag i SHL i en match mot HV71. Den 30 januari 2014 gjorde han sitt första SHL-mål, på David Rautio, i en 1–3-förlust mot Luleå HF. Samma dag skrev han på ett tvåårsavtal med Brynäs IF. Brodecki tillbringade dock större delen av säsongen med Brynäs J20, med vilka han tog ett SM-brons. Under den efterföljande säsongen tog Brodecki en ordinarie plats i Brynäs A-lag och spelade 47 grundseriematcher. Han var lagets poängmässigt bästa junior och noterades för 18 poäng (åtta mål, tio assist). Efter ytterligare en säsong i Brynäs stod det i slutet av april 2016 klart att han lämnat klubben för spel i seriekonkurrenten Växjö Lakers HC, som han skrivit ett tvåårsavtal med.
Brodeckis första säsong med Växjö var hans dittills poängmässigt främsta säsong i SHL. På 52 matcher stod han för 19 poäng (5 mål, 14 assist). Under slutet av sin andra säsong i Växjö fick Brodecki allt mindre speltid. Under slutspelet matchades han väldigt sparsamt och var under merparten av matcherna till och med petad från laget. Växjö vann slutspelet sedan man besegrat Skellefteå AIK med 4–0 i finalserien och Brodecki tilldelades därmed ett SM-guld. Efter två säsonger i Växjö meddelades det den 2 maj 2018 att Brodecki skrivit ett tvåårsavtal med Linköping HC. Den 15 september 2018 gjorde Brodecki SHL-debut för Linköping och noterades för tre poäng (ett mål, två assist) i en 4–1-seger mot Timrå IK. Brodeckis första säsong med Linköping var hans poängmässigt bästa säsong i SHL dittills. På 46 grundseriematcher noterades han för 22 poäng (7 mål, 15 assist). I mitten av maj 2019 meddelades det att Brodecki i samförstånd med Linköping valt att bryta avtalet.
Den 26 augusti 2019 meddelades det att Brodecki återvänt till Brynäs IF då han skrivit ett ettårsavtal med klubben. Efter 14 poäng på 37 grundseriematcher lämnade han laget den 10 februari 2020 då det bekräftades att han blivit bortbytt till seriekonkurrenten Malmö Redhawks mot Marcus Björk. Dessutom förlängdes Brodeckis avtal med Malmö med ytterligare två säsonger. Han spelade 20 matcher under den första delen av säsongen 2020/21, innan det i januari 2021 meddelades att Brodecki skulle komma att missa resten av säsongen på grund av en handledsoperation.

#### Från 2021: Spel utomlands
Den 3 september 2021 bekräftades det att Brodecki lämnat Malmö och Sverige för spel utomlands för första gången, då han skrivit ett ettårsavtal (med option på ytterligare ett år) med JYP i Liiga. Han gjorde Liigadebut den 10 september samma år i en match mot HIFK. Samma månad, den 17 september, gjorde han sitt första mål för JYP, i en 1–2-seger mot Kookoo. Totalt noterades han för 28 poäng på 52 grundseriematcher. Med 15 gjorda mål hamnade han på tredje plats i lagets interna skytteliga. Laget misslyckades att ta sig till slutspel då man slutade på 13 plats i grundserien.
Den 8 september 2022 bekräftades det att Brodecki skrivit ett avtal med den tjeckiska klubben Rytíři Kladno i Extraliga. Han tillbringade en säsong med klubben och noterades för 20 poäng på 45 grundseriematcher (åtta mål, tolv assist). Laget slutade näst sist i grundserien och tvingades kvala mot HC Dukla Jihlava för att hålla sig kvar i högsta serien (laget vann serien med 4–1 i matcher). Brodecki spelade endast två av dessa matcher och stod inte för några poäng.
Efter att ha gått klubblös i inledningen av säsongen 2023/24 bekräftades det den 3 oktober 2023 att Brodecki återvänt till Växjö Lakers HC i SHL då han skrivit ett korttidsavtal med klubben. Samma månad spelade han fyra matcher för klubben, dock utan att producera några poäng. Den 8 december samma år stod det klart att han skrivit ett nytt korttidskontrakt, denna gång med Frölunda HC. Han spelade totalt tre SHL-matcher för klubben och noterades för en assistpoäng innan han lämnade den i början av januari 2024. Samma månad, den 11 januari, meddelades det att Brodecki skrivit ett avtal med Luleå HF för återstoden av säsongen. Han spelade 20 grundseriematcher för klubben och stod för tre mål och fyra assist. Efter att ha slagit ut Örebro HK i åttondelsfinal med 2–1 i matcher slogs Luleå ut ur SM-slutspelet med 4–0 i matcher i kvartsfinalserien mot Växjö Lakers HC.
Den 13 september 2024 bekräftades det att Brodecki återvänt till Liiga då han skrivit ett ettårsavtal med HPK. Han spelade totalt 22 matcher för klubben och noterades för tio poäng, varav sex mål. I mitten av december 2024 bekräftades det att Brodecki brutit avtalet med HPK och den 17 december stod det klart att han skrivit ett avtal med den schweiziska klubben EHC Visp i Swiss League för återstoden av säsongen. Brodecki hann spela 13 grundseriematcher för Visp där han stod för en poäng per match (fem mål, åtta assist). I det följande slutspelet tog sig laget till final för att kvalificera sig till NL, den högsta serien i Schweiz. I finalserien togs Brodecki ur spel redan i den andra matchen då han emottog en tackling kring huvudet och nacken. Visp föll mot HC Ajoie med 4–1 i matcher och på 15 slutspelsmatcher stod Brodecki för fyra mål och elva assist. Den 22 april 2025 meddelades det att han förlängt sitt avtal med Visp med ytterligare en säsong.

### Landslag
Brodecki spelade U18-VM i Ryssland 2013. Sverige slutade tvåa i sin grupp och ställdes mot USA i kvartsfinal. Sverige blev dock utslaget efter en 4–0-förlust. På fem matcher noterades Brodecki för tre poäng (ett mål, två assist). Brodecki blev även uttagen till Sveriges trupp till JVM 2015 i Kanada. Sverige gick obesegrade genom gruppspelet och ställdes mot Finland i kvartsfinal. Sverige vann med 6–3 efter ett mål av Brodecki bland andra. Sverige föll dock därefter i både semifinalen mot Ryssland (1–4) och bronsmatchen mot Slovakien (2–4). På sex matcher stod Brodecki för ett mål och en assist.
I slutet av mars 2019 blev Brodecki för första gången uttagen att spela för det svenska landslaget. Den 4 april samma år spelade han sin första A-landskamp då Sverige besegrade Slovakien med 4–0.

## Statistik

### Klubblag
| 2013–14    | Brynäs IF       | SHL        | 18  | 1  | 0  | 1   | 2  | —  | — | —  | —  | — |
| 2014–15    | Brynäs IF       | SHL        | 47  | 8  | 10 | 18  | 10 | 7  | 1 | 1  | 2  | 0 |
| 2015–16    | Brynäs IF       | SHL        | 52  | 1  | 7  | 8   | 8  | 3  | 0 | 1  | 1  | 4 |
| 2016–17    | Växjö Lakers HC | SHL        | 52  | 5  | 14 | 19  | 12 | 6  | 0 | 0  | 0  | 0 |
| 2017–18    | Växjö Lakers HC | SHL        | 50  | 8  | 3  | 11  | 16 | 5  | 0 | 0  | 0  | 0 |
| 2018–19    | Linköping HC    | SHL        | 46  | 7  | 15 | 22  | 10 | —  | — | —  | —  | — |
| 2019–20    | Brynäs IF       | SHL        | 37  | 6  | 8  | 14  | 6  | —  | — | —  | —  | — |
| 2019–20    | Malmö Redhawks  | SHL        | 12  | 2  | 5  | 7   | 12 | —  | — | —  | —  | — |
| 2020–21    | Malmö Redhawks  | SHL        | 20  | 1  | 2  | 3   | 0  | —  | — | —  | —  | — |
| 2021–22    | JYP             | Liiga      | 52  | 15 | 13 | 28  | 24 | —  | — | —  | —  | — |
| 2022–23    | Rytíři Kladno   | Extraliga  | 45  | 8  | 12 | 20  | 12 | 2  | 0 | 0  | 0  | 0 |
| 2023–24    | Växjö Lakers HC | SHL        | 4   | 0  | 0  | 0   | 0  | —  | — | —  | —  | — |
| 2023–24    | Frölunda HC     | SHL        | 3   | 0  | 1  | 1   | 2  | —  | — | —  | —  | — |
| 2023–24    | Luleå HF        | SHL        | 20  | 3  | 4  | 7   | 6  | 6  | 0 | 0  | 0  | 0 |
| 2024–25    | HPK             | Liiga      | 22  | 6  | 4  | 10  | 6  | —  | — | —  | —  | — |
| 2024–25    | EHC Visp        | SL         | 13  | 5  | 8  | 13  | 8  | 15 | 4 | 11 | 15 | 4 |
| SHL totalt | SHL totalt      | SHL totalt | 361 | 42 | 69 | 111 | 84 | 27 | 1 | 2  | 3  | 4 |

### Internationellt
| År            | Lag           | Turnering     | Matcher | Mål | Assists | Poäng | Utv. |
| ------------- | ------------- | ------------- | ------- | --- | ------- | ----- | ---- |
| 2013          | Sverige       | U18-VM        | 5       | 1   | 2       | 3     | 12   |
| 2015          | Sverige       | JVM           | 6       | 1   | 1       | 2     | 0    |
| Junior totalt | Junior totalt | Junior totalt | 11      | 2   | 3       | 5     | 12   |